# Graham's Magazine

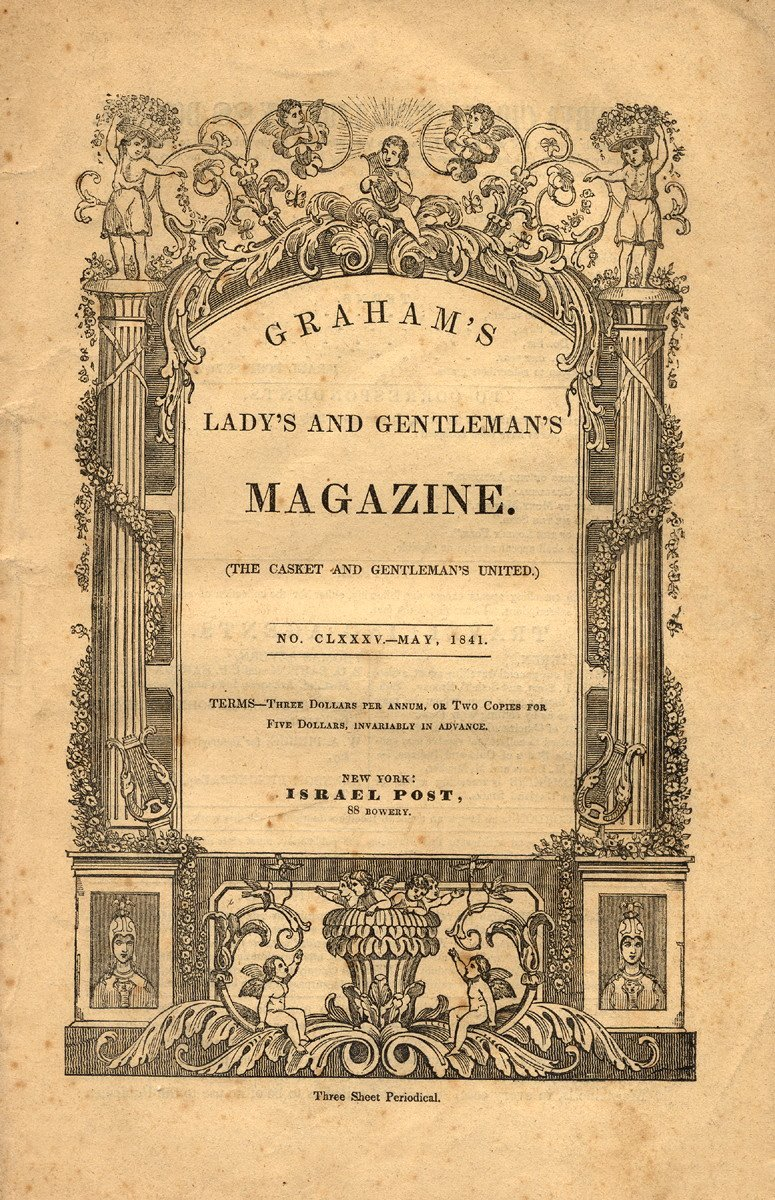
Capa do periódico.

Graham's Magazine foi um periódico com sede na Filadélfia.
A revista surgiu em 1840 com a incorporação da antiga Burton's Gentleman's Magazine por George Rex Graham. Entre as décadas de 1840 e 1850, alternou várias denominações, como  Graham's Lady's and Gentleman's Magazine, Graham's American Monthly Magazine of Literature and Art, entre outros nomes.
Edgar Allan Poe trabalhou como editor da revista em 1841 e é neste periódico que escreveu o seu primeiro romance policial: Os Assassinatos da Rua Morgue.
A revista, com sérios problemas financeiros em meados da década de 1850, inclusive com a queda acentuada do número de assinaturas, deixou de ser editada em 1858.